# 劍橋鎮
劍橋鎮乃澳大利亞西澳府城伯斯大都會內的一個地方政府，位於市中心之西5公里；鎮轄境有22平方公里。2008年，有居民25,924人。1994年西澳《地方行政改革》法案實施以前，劍橋鎮原本與伯斯市屬同一行政區域。

## 議會
鎮議會有議席8座，分由2個選區，分別選出4位議員。

## 外部連結
- 劍橋鎮官方網站（页面存档备份，存于）